# 田谷知子
田谷 知子（たや ともこ、1970年（昭和45年）9月11日 - ）は日本の元女優。本名同じ。
埼玉県出身。身長166cm。日出女子学園高等学校卒業。特技はスキー。

## 来歴
- 1985年（昭和60年）、松竹ミス・メモリアルグランプリを受賞し、芸能界デビュー。
- 1988年（昭和63年）、テレビ朝日系ドラマ『世界忍者戦ジライヤ』にレギュラー出演。
- 1992年（平成4年）ごろ、引退。

## 出演

### テレビドラマ
- 世界忍者戦ジライヤ（1988年1月24日 - 1989年1月22日、テレビ朝日）- 貴忍 麗破 役
- 青春オーロラ・スピン スワンの涙（1989年4月10日 - 9月25日、フジテレビ系）- 田中典子 役
- トップスチュワーデス物語（1990年4月 - 6月、TBS）
- 鎌倉恋愛委員会（1991年10月 - 12月、TBS）

### 映画
- キネマの天地（1986年、松竹）- 帝国館の若い売り子 役
- BU・SU（1987年、東宝東和）

### CM
- 松坂屋